# 分支狸藻
分支狸藻（学名：Utricularia brachiata），又称块茎挖耳草，为狸藻属多年生小型陆生食虫植物。其种加词“brachiata”来源于拉丁文“brachium”，意为“臂，分支”。分支狸藻分布于东喜马拉雅地区至云南。其生长于岩石上的苔藓中，海拔分布范围为2600米至4200米。1859年，丹尼尔·奥利弗最先描述了分支狸藻。